# Thouarella clavata
Thouarella clavata är en korallart som beskrevs av Kükenthal 1907. Thouarella clavata ingår i släktet Thouarella och familjen Primnoidae. Inga underarter finns listade i Catalogue of Life.